# برشین
برشین (به عربی: برشین) یک روستا در سوریه است که در ناحیه عین حلاقیم واقع شده‌است. برشین ۱٬۱۵۵ نفر جمعیت دارد.